# Vernal (Utah)
Vernal is een plaats (city) in de Amerikaanse staat Utah, en valt bestuurlijk gezien onder Uintah County.

## Demografie
Bij de volkstelling in 2000 werd het aantal inwoners vastgesteld op 7714.
In 2006 is het aantal inwoners door het United States Census Bureau geschat op 8163, een stijging van 449 (5,8%).

## Geografie
Volgens het United States Census Bureau beslaat de plaats een oppervlakte van
11,9 km², geheel bestaande uit land. Vernal ligt 69 km ten zuiden van het Flaming Gorge Reservoir.

## Plaatsen in de nabije omgeving
De onderstaande figuur toont nabijgelegen plaatsen in een straal van 36 km rond Vernal.

## Geboren in Vernal
- James Woods (1947), acteur